# Thelotrema cyphelloides
Thelotrema cyphelloides är en lavart som beskrevs av Müll. Arg. Thelotrema cyphelloides ingår i släktet Thelotrema och familjen Graphidaceae.   Inga underarter finns listade i Catalogue of Life.